# 豪爾赫·亞歷山德里
豪尔赫·亚历山德里·罗德里格斯（西班牙語：Jorge Alessandri Rodríguez，西班牙語發音：[ˈxoɾxe aleˈsandɾi roˈðɾiɣes]；1896年5月19日—1986年8月31日）智利政治家，曾任该国財政部長，于1958年至1964年担任第27任智利总统。

## 生平
他是智利前总统阿图罗·亚历山德里的儿子，后者曾在1920年至1925年以及1932年至1938年间担任智利总统。
在1958年智利總統選舉中，豪尔赫·亚历山德里击败萨尔瓦多·阿连德和爱德华多·弗雷·蒙塔尔瓦，就任总统。总统任期内，為了對抗通膨，將貨幣由披索換成智利埃斯库多，並與美元掛勾等值。
1960年5月智利发生大地震，造成严重损失。同时，智利对外参与争取进步联盟，对内进行税制和土地改革。当时，电视刚引入智利，出于阻止媒体成为政治宣传工具或纯粹商业企业的思考，智利政府决定让国内的大学来接管电视台，并试图透过主管大学之协助，制定文艺政策。
1970年，豪尔赫·亚历山德里再度参加总统大选，不过最终被萨尔瓦多·阿连德击败。在1973年智利政变后，他被奥古斯托·皮诺切特任命主持新宪法的起草工作。